# Liste der Genussregionen Österreichs

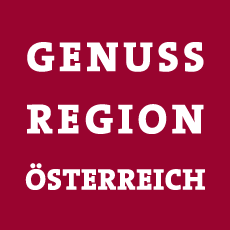
Logo der Dachmarke Genuss Region Österreich

In dieser Liste sind alle Genussregionen Österreichs angeführt. Dementsprechend sind sowohl die geographischen Regionen sowie die der Region zugeordneten Traditionellen Lebensmittel dargestellt. Sämtliche Traditionellen Lebensmittel sind in der Liste der Traditionellen Lebensmittel zu finden.

## Liste der Genussregionen
Folgende Traditionelle Lebensmittel sind Regionen zugeordnet:
 Karte mit allen Koordinaten: OSM | WikiMap

### Legende
Legende
- L … Bundesland
- Genussregion / Leitprodukt … Name der Region und des registrierten traditionellen Lebensmittels
- Region … allgemeiner Name der Region(mit Doppelpunkt oder in Klammer: Präzisierung der Region)
- … Geokoordinate, verlinkt
- Nr … Registernummer des Lebensmittels
- Lebensmittel … allgemeine Beschreibung der Produkte der Region
- Produktklasse … Kategorie des Lebensmittels
- Betreuung; Inhaber des Wissens: Institution, die die Genussregion betreut;

teils auch Empfänger, Inhaber, Bevollmächtigter, Eigentümer eines rechtsgültigen Titels (handelsrechtliche eingetragene Marke); amtlich registrierte Inhaber des Wissens oder zugehöriger Quellen zum traditionellen Lebensmittel
- Offenlegung … Datierung der Bekanntheit des Lebensmittels aus historischen Quellen, sonst nach Vermutung[P 1]
- seit … Jahr des Eintrags in die Liste der Genussregionen

### Liste
| L        | Genussregion / Leitprodukt                       | Region                                            | Globos | Nr      | Lebensmittel                                                          | Produktklasse                                    | Betreuung; Inhaber des Wissens | Offenlegung                                            | seit |
| -------- | ------------------------------------------------ | ------------------------------------------------- | ------ | ------- | --------------------------------------------------------------------- | ------------------------------------------------ | --- | ------------------------------------------------------ | ---- |
| B        | Seewinkler Gemüse                                | Seewinkel                                         |        | 022     | div. Gemüse                                                           | Feldfrüchte, Gemüse                              | Genossenschaft SGV – Sonnengemüse Vertriebsges.; ca. 132 Betriebe                                                                          | ? (vor 1921)                                           | 2005 |
| B        | Zickentaler Moorochse                            | Zickental                                         |        | 073     | Galloway-Rind, Angus-Rind                                             | Fleisch, Rindfleisch                             | Verein Rinderweide am Zickentaler Moor; rd. 37 Bauern                                                                                      | Viehzucht seit Jhn., Verein 2003                       | 2005 |
| B        | Mittelburgenländische Kaesten und Nuss           | Mittelburgenland                                  |        | 115     | Edelkastanie, Nuss                                                    | Spezialkulturen, Schalenobst                     | Verein Genussregion Mittelbgld. Kaesten und Nuss; zahlr. Baum-Besitzer u. Produzenten                                                      | seit Römerzeit (vermutl. 200 n. Chr.)                  | 2006 |
| B        | Nationalpark Neusiedlersee-Seewinkel Steppenrind | Neusiedlersee-Seewinkel (NP)                      |        | 026     | Ungarisches Steppenrind                                               | Fleisch, Rindfleisch                             | Nationalparkverwaltung | vermutl. 9. Jh., bel. ab 14. Jh.                       | 2006 |
| B        | Südburgenländische Weidegans                     | Südburgenland                                     |        | 027     | Hausgans                                                              | Fleisch, Gänsefleisch                            | IG Burgenländische Weidegans; Landwirtschaftl. Bezirksreferat Güssing; Bauern der Region                                                   | jahrhundertalt                                         | 2006 |
| B        | Kittseer Marille                                 | Kittsee                                           |        | 086     | Marille                                                               | Obst, Frischobst                                 | Verein Kittseer Marille; rd. 120 Obstbauern                                                                                                | 1924 erw.                                              | 2007 |
| B        | Leithaberger Edelkirsche                         | Nordburgenland: Kirschblütenregion Leithaberge    |        | 078     | Kirsche                                                               | Obst, Frischobst                                 | Verein Leithaberger Edelkirsche; zahlr. Kirschenbauern                                                                                     | 18. Jh.                                                | 2007 |
| B        | Mittelburgenland Dinkel                          | Mittelburgenland: Günser Gebirge                  |        | 133     | Dinkel                                                                | Spezialkulturen, Getreide                        | Pannonia Vitalis; ca. 50 Bio-Bauern | vermutl. Mittelalter, wieder 1980er                    | 2007 |
| B        | Südburgenländischer Apfel                        | Kukmirn                                           |        | 079     | Tafelapfel                                                            | Obst, Apfel                                      | Obstbauverein Kukmirn; Obstbauern der Region                                                                                               | 1339 urk.                                              | 2007 |
| B        | Wiesener Ananas Erdbeeren                        | Wiesen–Rosalia                                    |        | 136     | Ananas-Erdbeere                                                       | Obst, Frischobst                                 | Tourismusverband Region Rosalia; rd. 45 Betriebe                                                                                           | ab 1870                                                | 2007 |
| B        | Neusiedlerseefische                              | Neusiedler See                                    |        | 082     | Aale, Hecht, Schleie, Karpfen, Zander                                 | Fisch                                            | ca. 15 Berufsfischer | belegt ab Mitte 16. Jh.                                | 2008 |
| B        | Pannonisches Mangalitzaschwein                   | Seewinkel                                         |        | 081     | Mangalica-Schwein                                                     | Fleisch, Schweinefleisch                         | örtl. Schweinezüchter | um 1830                                                | 2008 |
| B        | Südburgenländische Kräuter                       | Südburgenland                                     |        | 146     | Teekräuter                                                            | Spezialkulturen, Kräuter-Gewürze                 | Vermarktungsgem. Bauerngarten – Kräuter a.d. Südbgld.; 7 Bäuerinnen                                                                        | späteres Mittelalter                                   | 2008 |
| K        | Gailtaler Almkäse g.U., Gailtaler Speck g.g.A.   | Gailtal                                           |        | 01 09   | Käse, Speck                                                           | Käse; Fleischprodukte, Rohpökelware              | Gemeinschaft der Gailtaler Almsennereien / Gailtaler Speckverein; Gailtaler Speck – Naturarena Kärnten (Titel); örtl. Bauern und Fleischer | Käse erw. 1375/81; Speck 15. Jh.                       | 2005 |
| K        | Gurktaler luftgeselchter Speck                   | Gurktal                                           |        | 014     | Speck                                                                 | Fleischprodukte, Rohpökelware                    | ARGE Gurktaler Luftgeselchter Speck (Titel); 11 Betriebe                                                                                   | seit Jhn.                                              | 2005 |
| K        | Lavanttaler Apfelwein                            | Lavanttal                                         |        | 149     | Apfelweine                                                            | Getränke, Obstwein                               | Verein Mostbarkeiten; ca. 200 Bauern und Mostproduzenten                                                                                   | vermutl. frühes Mittelalter, Obstanbau erw. 990        | 2005 |
| K        | Görtschitztaler Milch                            | Görtschitztal                                     |        | 113     | Milch                                                                 | Getränke, Frischmilch                            | Sonnenalm Milch; 13 Milchbauern | Mitte 12. Jh.                                          | 2006 |
| K        | Jauntaler Bauernsalami                           | Jauntal                                           |        | 118     | Salami (vom Schwein)                                                  | Fleischprodukte, Wurst                           | Verein Jauntaler Salamibauern; zahlr. Bauern                                                                                               | seit Generationen, wohl Mittelalter                    | 2006 |
| K        | Jauntaler Hadn                                   | Jauntal                                           |        | 077     | Buchweizen                                                            | Spezialkulturen, Buchweizen                      | Verein Wir laden zum Had´n; 12 Bauern | 1442/45 urk.                                           | 2006 |
| K (+St)  | Metnitztaler Wild                                | Metnitztal (Hemmaland)                            |        | 130     | Rotwild                                                               | Fleisch, Wildfleisch                             | ARGE Metnitztaler Wild; 1000 Jäger, Wildwirte                                                                                              | jahrhundertelang                                       | 2006 |
| K        | Mölltal-Glockner Lamm                            | Mölltal (oberes)                                  |        | 025     | Lamm                                                                  | Fleisch, Lammfleisch                             | ARGE Mölltal-Glocknerlamm; 94 Bauern | frühes Mittelalter                                     | 2006 |
| K        | Nockberge Almrind                                | Nockberge                                         |        | 137     | Hausrind                                                              | Fleisch, Rindfleisch                             | Bäuerliche Vermarktung Nockfleisch; 14 Betriebe                                                                                            | um 1500                                                | 2006 |
| K        | Rosentaler Carnica Honig                         | Rosental                                          |        | 056     | Waldhonig                                                             | Honig                                            | Carnica-Region Rosental; ca. 260 Imker, 35 Königinnenzüchter                                                                               | 1875 Carnica Biene wiss. erw., Rasse ab 1929           | 2006 |
| K        | Kärntna Låxn                                     | Kärnten: Feld a.S., Malta, Sirnitz                |        | 138     | Seeforelle                                                            | Fisch, Forelle                                   | ARGE Oberkärntner Fisch, 4 Fischzuchtbetriebe                                                                                              | 14. Jh.                                                | 2008 |
| K        | Mittelkärntner Blondvieh                         | Mittelkärnten (u. Umg.)                           |        | 050     | Kärntner Blondvieh                                                    | Fleisch, Rindfleisch                             | Kärntner Blondviehzuchtverein; 90 Bergland- und Grünlandbauern                                                                             | 1703 erw., Rasse 1890                                  | 2008 |
| N        | Marchfeldspargel g.g.A.                          | Marchfeld                                         |        | 010     | Spargel                                                               | Feldfrüchte, Spargel                             | ARGE Marchfeldspargel; Bund der Marchfelder Spargelgüter (Titel); 13 Betriebe                                                              | 1565 erw., seit 18./19. Jh. vermehrt                   | 2005 |
| N        | Mostviertler Birnmost g.g.A.                     | Mostviertel                                       |        | 020     | Birnenmost                                                            | Getränke, Obstwein                               | Regionalmanagement Mostviertel, rd. 1000 bäuerl. Familienbetriebe                                                                          | um 1240 erw.                                           | 2005 |
| N        | Waldviertler Graumohn g.U.                       | Waldviertel                                       |        | 08      | Graumohn                                                              | Spezialkulturen, Mohn                            | Waldviertel Tourismus; Wv. Sonderkulturenverein (Titel); örtl. Bauern                                                                      | 1280 erw.                                              | 2005 |
| N        | Waldviertler Karpfen                             | Waldviertel                                       |        | 030     | Karpfen                                                               | Fisch, Karpfen                                   | NÖ Teichwirteverband (Titel), rd. 400 Fischproduzenten                                                                                     | 12./13. Jh., 1280 erw.                                 | 2005 |
| N        | Mostviertler Schofkas                            | Erlauftal                                         |        | 031     | Schafkäse                                                             | Käse                                             | Regionalmanagement Mostviertel (Titel); örtl. Bauern, LMTZ Francisco Josephinum                                                            | seit Generationen                                      | 2006 |
| N        | Retzer Land Kürbis                               | Retzer Land                                       |        | 122     | Kürbis                                                                | Feldfrüchte, Kürbis                              | Retzer Land – Regionale Vermarktungsges.                                                                                                   | seit 1980 wirtschaftl. genutzt                         | 2006 |
| N        | Schneebergland Jungrind                          | Schneebergland                                    |        | 112     | Hausrind                                                              | Fleisch, Kalb- u. Rindfleisch                    | Verein Beef-Ring Schneebergland–Bucklige Welt; 42 Mitglieder                                                                               | vermutl. 12. Jh.                                       | 2006 |
| N        | Wachauer Marille                                 | Wachau                                            |        | 07      | Marille                                                               | Obst, Marille                                    | Verein z. Schutz d. Wachauer Marille; örtl. Marillenbauern                                                                                 | 1509 nachw.                                            | 2006 |
| N        | Waldviertler Erdäpfel                            | Nördliches Waldviertel (spez. Bez. Gmünd)         |        | 023     | Erdäpfel                                                              | Feldfrüchte, Kartoffel                           | Stadtgemeinde Litschau; örtl. Bauern | 1740 erw.                                              | 2006 |
| N        | Weinviertler Erdäpfel                            | Weinviertel                                       |        | 080     | Kartoffel                                                             | Feldfrüchte, Kartoffel                           | Erzeugergem. Bauernerdäpfelverkaufsges., Frisch & Frost , örtl. Landwirte                                                                  | 1761 eingeführt                                        | 2006 |
| N        | Weinviertler Getreide                            | Westliches Weinviertel                            |        | 111     | div. Getreidesorten                                                   | Spezialkulturen, Getreide                        | Markenprogramm Bauernkorn; Erzeugergem. Qualitätsgetreide Austria (EQA), Lagerhäuser, örtl. Landwirte, Mühlen, Bäckereien                  | Bronzezeit, vermutl. Jungsteinzeit (vor 6000 J.)       | 2006 |
| N        | Bucklige Welt Apfelmost                          | Bucklige Welt                                     |        | 049     | Apfelmost                                                             | Getränke, Obstwein                               | Tourismusverband Bucklige Welt; ca. 30 Bauern e. Obstmostgemeinschaft                                                                      | 1557 erw.                                              | 2007 |
| N        | Laaer Zwiebel                                    | Laa an der Thaya u.Umg. (Land um Laa)             |        | 058     | Zwiebeln                                                              | Feldfrüchte, Zwiebelgemüse                       | AGRAR PLUS; rd. 50 Bauern | Mitte 19. Jh. (gesichert)                              | 2007 |
| N        | Marchfeld Gemüse                                 | Marchfeld                                         |        | 095     | über 60 Gemüsearten                                                   | Feldfrüchte, Gemüse                              | Bezirksbauernkammer Gänserndf.; Fa. Marchfeldgemüse, ca. 700 Bauern                                                                        | verbreitet ab 19. Jh.                                  | 2007 |
| N        | Pielachtaler Dirndl                              | Pielachtal                                        |        | 090     | Kornelkirsche (Dirndl)                                                | Obst, Kornelkirsche                              | Regionalbüro Pielachtal; rd. 300 Bauern, 15 Betriebe                                                                                       | gesichert Zeit Maria Theresias (18. Jh.)               | 2007 |
| N        | Tullnerfelder Schwein                            | Tullnerfeld                                       |        | 131     | Hausschwein                                                           | Fleisch, Schweinefleisch                         | NÖ Rinderbörse; rd. 65 Bauern | seit Generationen, vielleicht Römerzeit                | 2007 |
| N        | Weinviertler Wild                                | Weinviertel: Östliches Weinv. (Bez. Mistelbach)   |        | 129     | Hasen, Fasan, Rebhuhn, auch Reh, Schwarz-, Rotwild                    | Wildfleisch                                      | LEADER Region Weinviertel Ost, Bezirksjägermeister Mistelbach; ca. 2100 Jäger                                                              | 15./16. Jh.                                            | 2007 |
| N        | Alpenvorland Rind                                | Niederösterreichisches Alpenvorland               |        | 120     | Fleckvieh                                                             | Fleisch, Kalb- u. Rindfleisch                    | NÖ Rinderbörse; rd. 100 Rinderbauern | seit Mittelalter                                       | 2008 |
| N        | Lilienfelder-Voralpen Wild                       | Lilienfeld (Bez.)                                 |        | 126     | Rotwild, Reh, Gams, Mufflon, Wildschwein                              | Fleisch, Wildfleisch                             | Verein Genussregion Lilienfelder-Voralpen Wild; örtl. Jäger und Verwerter                                                                  | 12. Jh. nachw.                                         | 2008 |
| N        | Schneebergland Schwein                           | Schneeberg (-Gebiet)                              |        | 127     | Hausschwein                                                           | Fleisch, Schweinefleisch                         | Seidl Fleischerhandwerk; Verein Genuss Region Schneebergland Schwein, 13 Bauern, 6 Fleischer, 1 Schlachthof                                | 1793 urk.                                              | 2008 |
| N        | Traisentaler Fruchtsäfte                         | Traisental                                        |        | 145     | Obstsäfte                                                             | Getränke, Obstsaft                               | Regionalentwicklungsverein Donauland-Traisental-Tullnerfeld; zahlr. Obstbauern u. Saftproduzenten                                          | 19./20. Jh., Obstbau wohl Römerzt., Funde 2000 v. Chr. | 2008 |
| N        | Tullnerfelder Kraut                              | Tullnerfeld                                       |        | 132     | Weißkraut (Schnittkraut, lokalen Sorte)                               | Gemüse, Krautgemüse                              | Regionalentwicklungsverein Donauland-Traisental-Tullnerfeld; örtl. Bauern                                                                  | 1832 erw.                                              | 2008 |
| N        | Wagramer Nuss                                    | Wagram                                            |        | 140     | Walnuss                                                               | Spezialkulturen, Schalenobst                     | Mörwald GmbH; ca. 15 Nussbauern u. Weiterverarbeiter                                                                                       | vermutl. Römerzeit um 200 n. Chr., vermehrt ab 8 Jh.   | 2008 |
| N        | Weinviertler Schwein                             | Weinviertel                                       |        | 128     | Hausschwein                                                           | Fleisch, Schweinefleisch                         | Fleischerei Bergmann, Fa. Stastnik; örtl. Bauern, Produzenten u. Fleischer                                                                 | seit ca. 3000 J.                                       | 2008 |
| N        | Wienerwald Weiderind                             | Wienerwald (BPK)                                  |        | 121     | div. Rinderrassen                                                     | Fleisch, Rindfleisch                             | Biosphärenpark Wienerwald; Vermarktungsgem. Wienerwald; 10 Landwirte, 1 Fleischer                                                          | vermutl. Mittelalter                                   | 2008 |
| N        | Wiesenwienerwald Elsbeere                        | Wiesenwienerwald                                  |        | 074     | Elsbeere (als Trockenobst, Kochobst, für Elsbeerenbrand)              | Obst, Beerenobst                                 | Verein z. Erhaltung, Pflege u. Vermarktung d. Elsbeere; örtl. Bauern                                                                       | über 200 Jahre                                         | 2008 |
| N        | Ybbstal Forelle                                  | Ybbstal                                           |        | 075     | Forellen                                                              | Fisch, Forelle                                   | Regionalmanagement Mostviertel; Verein Genussregion Ybbstalforelle; 7 Fisch züchter                                                        | vor 400 J. erste klösterl. Fischteiche                 | 2008 |
| N        | Dunkelsteiner Hagebutte                          | Dunkelsteinerwald                                 |        | –       | Hagebutten: Likör, Sirup, Marmeladen                                  | ?                                                | ARGE Dunkelsteinerwald; 8 Produzenten | ?                                                      | 2013 |
| N        | Mostviertler Biohanf                             | ?                                                 | ?      | –       | Wildhanf                                                              | Spezialkulturen, Hanf                            | Hanfwelt Riegler-Nurscher Stefan | ?                                                      | 2013 |
| N        | Traisentaler Hofkas                              | Traisental                                        |        | –       | Frisch-, Weich-, Schnitt- und Hart- aus Kuh-, Schaf- oder Ziegenmilch | Käse                                             | ? | ?                                                      | 2013 |
| O        | Eferdinger Landl Gemüse                          | Eferdinger Landl                                  |        | 096     | über 70 Gemüsearten                                                   | Feldfrüchte, Gemüse                              | Verein Eferdinger GemüseLust; rd. 150 bäuerl. Familienbetriebe                                                                             | 13. Jh. erste Hinweise                                 | 2005 |
| O        | Mühlviertler (Hansbergland) Hopfen               | Mühlviertel: Hansbergland                         |        | 015     | Hopfen                                                                | Spezialkulturen, Hopfen                          | Regionalverband Region HansBergLand; Hopfenbaugenossenschaft Neufelden, 38 Hopfenbauern                                                    | um 1206 erw.                                           | 2005 |
| O        | Sauwald Erdäpfel                                 | Sauwald                                           |        | 085     | Kartoffel                                                             | Feldfrüchte, Kartoffel                           | Sauwalderdäpfel; 11 Bauern | 2. H. 18. Jh., 1789 erw.                               | 2005 |
| O        | Buchkirchner-Schartner Edelobst                  | Buchkirchen, Scharten (Naturpark Obst-Hügel-Land) |        | 110     | Edelobst, insb. Äpfel, Kirschen                                       | Obst, Tafelobst                                  | LK OÖ; 20 bäuerl. Betriebe | seit Mittelalter, insb. ab Mitte 17. Jh.               | 2006 |
| O        | Hausruck Birn-Apfel-Most                         | Hausruck: Mostlandl                               |        | 147     | Most: Birnmost, Apfelmost, Mischmost                                  | Getränke, Obstwein                               | Regionalverband Mostlandl Hausruck, ca. 70 Bauern u. Produzenten                                                                           | vermutl. frühes Mittelalter, ab um 1540 Haustrunk      | 2006 |
| O        | Linz Land Apfel-Birnensaft                       | Linz Land                                         |        | 117     | Apfel- und Birnensaft                                                 | Getränke, Obstsaft                               | IG HOFSAFT; ca. 140 Obstbauern und Saftproduzenten                                                                                         | 19./20. Jh., Obst insb. ab 18./19. Jh.                 | 2006 |
| O        | Mühlviertler Alm Weidegans                       | Mühlviertler Alm                                  |        | 109     | Hausgans                                                              | Fleisch, Geflügelfleisch                         | Verband Mühlviertler Alm; 8 bäuerl. Betriebe                                                                                               | 17. Jh. erw.                                           | 2006 |
| O        | Mühlviertler Bergkräuter                         | Mühlviertel                                       |        | 124     | Bergkräuter: Tee- und Gewürzkräuter                                   | Spezialkulturen, Kräuter u. Gewürze              | Kräuterkraftquelle Hirschbach; 37 Kräuterbauern, 4 Kräuterkraft-Wirte                                                                      | ab dem 13. Jh., wieder ab 1986                         | 2006 |
| O        | Schlierbacher Käse                               | Schlierbach                                       |        | 116     | Käse aus Kuh-, Schaf- und Ziegenmilch                                 | Käse                                             | Käserei & Glasmalerei; Stiftkäserei Schlierbach, zahlr. Lieferanten, ca. 90 Biobauern                                                      | 1924 Grndg. Stiftskäserei                              | 2006 |
| O        | Innviertler Surspeck                             | Innviertel: Talung der Ach                        |        | 066     | Speck                                                                 | Fleischprodukte, Rohpökelware                    | Tourismusverband s’Innviertel, Naturschule St. Veit; örtl. Züchter u. Metzger                                                              | gesichert 18. Jh., 1807 erw.                           | 2007 |
| O        | Schlierbacher Geflügel                           | Schlierbach (u. Umg.)                             |        | 143     | Haushuhn, Hausgans, Truthahn                                          | Fleisch, Geflügelfleisch                         | IGV (Innovative Gemeinschaft Voralpenland) – ARGE Huhn & Co; ca. 40 Geflügelbauern                                                         | trad., gezielte Zucht ab 1986                          | 2007 |
| O        | Leondinger Grünspargel                           | Leonding (Teile d. Gem. Geb.)                     |        | 123     | Grünspargel                                                           | Feldfrüchte, Spargel                             | Nußböckgut; 4 Spargelbauern | Jahrhundertwende, wieder seit 1987                     | 2008 |
| O        | Mattigtal Forelle                                | Mattigtal                                         |        | 088     | Forelle                                                               | Fisch, Forelle                                   | Bachfischerei Baumgartner; div. Fischzüchter                                                                                               | 1829 urk. (Fischfang wohl seit Besiedl.)               | 2008 |
| O        | Nationalpark Kalkalpen Bio-Rind                  | Kalkalpen (NP)                                    |        | 135     | Hausrind                                                              | Fleisch, Rindfleisch                             | Nationalpark O.ö. Kalkalpen; ca. 180 Bio-Bauern                                                                                            | wohl 15. Jh., gen. 1627                                | 2008 |
| O        | Nationalpark Kalkalpen Obstsäfte                 | Kalkalpen (NP)                                    |        | 148     | div. Obstsäfte                                                        | Getränke, Obstsaft                               | Nationalpark O.ö. Kalkalpen, ARGE Steinbacher Natursäfte; 50 Obstbauern                                                                    | 19./20. Jh.                                            | 2008 |
| O        | Schlägler Bioroggen                              | Schlägl ?                                         |        | –       | Roggen                                                                | Spezialkulturen, Getreide                        | LEADER Region Donau-Böhmerwald | ?                                                      | 2013 |
| O +S +St | Salzkammergut Käse                               | Salzkammergut                                     |        | 065     | Käse aus Kuhmilch                                                     | Käse                                             | Gmundner Molkerei; zahlr. bäuerl. Sennerein                                                                                                | 14. Jh., Käse als Zahlungsmittel 1390 urk.             | 2006 |
| O +S     | Salzkammergut Reinanken                          | Salzkammergut: Seen                               |        | 028     | Reinanke                                                              | Fisch, Reinanke                                  | Wolfgangsee Fischerei; Seefischereien im Salzkammergut                                                                                     | um 894 urk. (Attersee)                                 | 2006 |
| S        | Flachgauer Heumilchkäse                          | Flachgau (insb. Salzburger Alpenvorland)          |        | 059     | Käse aus Heumilch                                                     | Käse                                             | ARGE Heumilch Salzburg–Oberösterreich; Bauern der Region                                                                                   | Mittelalter, ab 1860ern intensiviert                   | 2005 |
| S        | Lungauer Eachtling                               | Lungau                                            |        | 017     | Kartoffel                                                             | Feldfrüchte, Kartoffel                           | Lungauer Saatzucht- und Saatbauverein; Kartoffelbauern; ca. 28 Mitglieder                                                                  | 1796 schriftl.                                         | 2005 |
| S        | Walser Gemüse                                    | Wals-Siezenheim, Walser Gemüseland                |        | 024     | div. Gemüse                                                           | Feldfrüchte, Gemüse                              | Die Salzburger Gärtner u. Gemüsebauern; 50 Betriebe                                                                                        | 1576 erw.                                              | 2005 |
| S        | Pinzgauer Rind                                   | Pinzgau: Salzachpinzgau                           |        | 029     | Pinzgauer                                                             | Fleisch, Rindfleisch                             | ARGE Pinzgauer Rind | Zuchtbücher 1700erter (Vorfahren um 800 v. Chr.)       | 2006 |
| S        | Tennengauer Almkäse                              | Tennengau                                         |        | 060     | Käse von Heumilch                                                     | Käse                                             | Dorfkäserei Pötzelsberger, Adnet; 95 Produzenten, 3 Käsereien, zahlr. alpine Sennereien                                                    | Ende 19. Jh. (Käseherst. seit Keltenzeit)              | 2006 |
| S        | Tennengauer Berglamm                             | Tennengau                                         |        | 072     | Lamm                                                                  | Fleisch, Lammfleisch                             | Salzburger Landesverband für Schafe und Ziegen; ca. 100 Bauern                                                                             | Jh. lg. Tradition, Schwaigen ab 12. Jh.                | 2006 |
| S (+T)   | Pinzgauer Bierkäse                               | Pinzgau (mit Pongau, Kaiserwinkl)                 |        | 070     | Pinzgauer Bierkäse                                                    | Käse                                             | Pinzgau Milch; mehr als 1200 Bauern | 17. Jh.                                                | 2007 |
| S        | Bramberger Obstsaft                              | Bramberg (Hinterpinzgau)                          |        | 144     | Apfel- und Birnensaft                                                 | , Obstsaft                                       | Verein Tauriska; Obst- und Gartenbauverein Bramberg, ca. 450 Obstbauern                                                                    | 1850 erw.                                              | 2008 |
| S        | Pinzgauer Kitz                                   | Pinzgau                                           |        | 152     | Kitze von Schafen und Ziegen                                          | Fleisch, Lamm- u. Kitzfleisch                    | Salzburger Landesverband für Schafe und Ziegen; 50 Bauern                                                                                  | um 1600, Rasse Pinzgauer Ziege 19. Jh.                 | 2008 |
| S        | Pongauer Wild                                    | Pongau                                            |        | –       | Rot-, Rehwild, Gams                                                   | Fleisch, Wildfleisch                             | Verein Genussregion Pongauer Wild | ?                                                      | 2012 |
| St       | Ausseerland Seesaibling                          | Ausseerland (Altausseersee, Grundlsee)            |        | 013     | Seesaibling                                                           | Fisch, Seesaibling                               | Fischereivereinigung Seefischerei Altaussee; Seefischereien                                                                                | 1280 ersterw.                                          | 2005 |
| St       | Hochschwab Wild                                  | Hochschwab: Steirische Romantik                   |        | 016     | Rotwild, Gämsen                                                       | Fleisch, Wildfleisch                             | Steirische Romantik; 25 „Wilde Wirte“ sowie „Wilde Fleischhauer“                                                                           | um 1500                                                | 2005 |
| St       | Oststeirischer Apfel                             | Oststeiermark: Apfelland Steirische Apfelstraße   |        | 089     | Apfel                                                                 | Obst, Apfel                                      | Tourismusverband ApfelLand-Stubenbergsee; Erzeugerorg. OPST GmbH, rd. 200 Obstbauern, Verarb.-Betriebe                                     | Kelten- und Römerzeit, urk. 1074                       | 2005 |
| St       | Almenland Almochse                               | Almenland                                         |        | 064     | Hausrind                                                              | Fleisch, Rindfleisch                             | Steirische Bergland Marktgemeinschaft (Marke ALMO: Schirnhofer, Freitag und Kail); Almbauern d. Region                                     | Mittelalter, Proj. Almo ab 2001                        | 2006 |
| St       | Murtaler Steirerkäs                              | Oberes Murtal                                     |        | 064     | Kochkäse aus Magertopfen                                              | Käse, Sauermilchkäse                             | Stadt-Land-Impulszentrum Murtal; Molkerei Knittelfeld, zahlr. bäuerl. Betriebe u. Käsereien                                                | Mittelalter, 17. Jh. „Steirerkas“ Grundnahrungsmittel  | 2006 |
| St       | Pöllauer Hirschbirne                             | Pöllautal                                         |        | 021     | Hirschbirne                                                           | Obst, Birne                                      | Tourismusverband Naturpark Pöllauer Tal; örtl. Bauernschaft                                                                                | um 1800?/1860, ersterw. 1893                           | 2006 |
| St       | Steirisches Kürbiskernöl g.g.A.                  | Steiermark: Steirisches Hügelland                 |        | 011     | Kürbiskernöl                                                          | Öl                                               | Erzeugerring St. Kürbiskernöl; Erzeugungsorg. St. Gemüse (Titel); ca. 70 gewerbl. Ölmühlen, bäuerl. Mühlen, 2.300 produzenten              | 1739 erw.                                              | 2006 |
| St       | Steirischer Vulkanland Schinken                  | Steirisches Vulkanland                            |        | –       | Schinken vom Hausschwein                                              | Fleisch, Schweinefleisch                         | örtl. Produzenten | ?                                                      | 2006 |
| St       | Steirisches Teichland-Karpfen                    | Steirisches Teichland                             |        | 076     | Karpfen                                                               | Fisch, Karpfen                                   | Teichwirteverband Steiermark; ca. 50 Erwerbsteichwirte                                                                                     | Mittelalter (klösterl.)                                | 2007 |
| St       | (Südost-)Steirische Käferbohne                   | Steiermark: hauptsächl. Südoststeiermark          |        | 141     | Käferbohnen                                                           | Spezialkulturen, Gemüse                          | LK Stmk, Landesverband Steirischer Gemüsebauern                                                                                            | 19. Jh.                                                | 2007 |
| St       | Weizer Berglamm                                  | Weizer Bergland                                   |        | 071     | Lamm                                                                  | Fleisch, Lammfleisch                             | Weizer Schafbauern reg. Gen.; ca. 300 Schafbauern                                                                                          | Spätes Mittelalter                                     | 2007 |
| St       | Ennstal Lamm                                     | Ennstal (ganzer Bezirk Liezen)                    |        | –       | Lamm                                                                  | Fleisch, Lammfleisch                             | Steirischer Schaf- und Ziegenzuchtverband;                                                                                                 | ?                                                      | 2013 |
| St       | Gesäuse Wild                                     | Gesäuse                                           |        | 139     | Reh-, Gams-, Rot-, Auer-, Birkwild; Schinken aus Hirschwild           | Fleisch, Wildfleisch                             | Steiermärkische Landesforste – Forstdirektion Admont; zahlr. Jäger                                                                         | 11. Jh.                                                | 2008 |
| St       | Grazer Krauthäuptel                              | Graz (Grazer Becken bis Süd- und Oststeiermark)   |        | 093     | Eissalat (Kopfsalat, Häuptelsalat)                                    | Feldfrüchte, Gemüse                              | LK Stmk; zahlr. Gemüsebauern | Wende 19./20. Jh.                                      | 2008 |
| St       | teirischer Kren g.g.A.                           | Südsteiermark                                     |        | 055     | Kren                                                                  | Spezialkulturen, Gemüse                          | LK Stmk; Landesverband St. Gemüsebauern (Titel); reg. St. Krenanbauer                                                                      | ca. 1860/70er                                          | 2008 |
| St       | Weststeirisches Turopoljeschwein                 | Weststeiermark                                    |        | 087     | Turopolje-Schwein                                                     | Fleisch, Schweinefleisch                         | 6 Bauern, 1 Schlachter, 2 Fleischereibetriebe                                                                                              | Haltung 1955, Rasse 1352                               | 2008 |
| St       | Ennstaler Steirerkas                             | Ennstal                                           |        | –       | Käse aus Kuh-, Schaf- und Ziegenmilch                                 | Käse, Sauermilchkäse                             | Verein Genuss Region Ennstaler Steirerkas; div. Produzenten                                                                                | Mittelalter, 17. Jh. „Steirerkas“ Grundnahrungsmittel  | 2013 |
| T        | Alpbachtaler Heumilchkäse                        | Alpbachtal                                        |        | 063     | Käse aus Heumilch                                                     | Käse                                             | 65 Lieferanten, Sennerei Reith im Alpbachtal                                                                                               | seit Urzeiten, Heufütterung erw. 16. Jh.               | 2005 |
| T        | Stanzer Zwetschke                                | Stanz mit Grins, Pians                            |        | 054     | Zwetschke                                                             | Obst, Zwetschke                                  | LK Tirol; örtl. Produzenten | 16. Jh., nachw. 1857                                   | 2005 |
| T        | Nordtiroler Gemüse                               | Nordtirol: Mittleres Inntal                       |        | 125     | 60 versch. Arten von Gemüse                                           | Feldfrüchte, Gemüse                              | LK Tirol; 100 bäuerl. Familienbetriebe | 12. Jh. Gärten nachweisbar                             | 2006 |
| T        | Oberländer Apfel                                 | Tiroler Oberland (um Haiming)                     |        | 084     | Äpfel                                                                 | Obst, Apfel                                      | Obstlager Haiming; Erzeugerorg. Oberinntalobst, 40 Obstbauern                                                                              | 16. Jh.                                                | 2006 |
| T        | Osttiroler Berglamm                              | Osttirol                                          |        | 052     | Lamm                                                                  | Fleisch, Lammfleisch                             | Bezirks-LK Lienz; ca. 400 Bauern | Jhdt. lange Tradition (Ende 14. Jh. allg. übl.)        | 2006 |
| T        | Wildschönauer Krautingerrübe                     | Wildschönau                                       |        | 150 047 | Weiße Stoppelrübe und der Krautinger (Schnaps)                        | Feldfrüchte, Gemüse (auch Getränke, Spirituosen) | Tourismusinfo Wildschönau; zahlr. Rübenbauern                                                                                              | 18. Jh. Brannt-Monopol                                 | 2006 |
| T        | Nordtiroler Grauvieh Almochs                     | Nordtirol: Südwesten                              |        | 051     | Tiroler Grauvieh                                                      | Fleisch, Rindfleisch                             | Tiroler Grauviehzuchtverband (Titel); Nordtiroler Bauern                                                                                   | ca. 1000 v. Chr.; Rasse: 1879/84                       | 2007 |
| T        | Paznauner Almkäse                                | Paznauntal und Seitentäler                        |        | 053     | Käse von Kuhmilch                                                     | Käse, Hartkäse                                   | LK Tir; Vbd. d. Tir. Käserei- und Molkereifachleute (Titel); örtl. Molkereien u. Sennereien                                                | 1544 urk.                                              | 2007 |
| T        | Oberinntaler Erdäpfel                            | Oberes Inntal (div. Gem.)                         |        | 092     | Kartoffel                                                             | Feldfrüchte, Kartoffel                           | Erdäpfelkeller Silz; über 100 bäuerl. Kleinbetriebe                                                                                        | 18. Jh. (um 1770)                                      | 2008 |
| T        | Osttiroler Kartoffel                             | Osttirol (insb. Lienzer Talboden)                 |        | 094     | Kartoffel                                                             | Feldfrüchte, Kartoffel                           | Bezirks-LK Lienz; rd. 170 Bauern | nachw. um 1775                                         | 2008 |
| V        | Bregenzerwälder Alpkäse und Bergkäse             | Bregenzerwald                                     |        | 151     | Käse aus Kuhmilch (Appenzeller Art)                                   | Käse, Hartkäse                                   | KäseStrasse Bregenzerwald; 18 dörfl. Sennereien, 90 Milchalpen                                                                             | nach d. 30-jährigen Krieg                              | 2005 |
| V        | Großwalsertaler Bergkäse                         | Großes Walsertal                                  |        | 069     | Käse aus Kuhmilch (Walserstolz)                                       | Käse, Hartkäse                                   | Emmi AG Österreich; 4 Tal- und zahlr. Alpensennereien                                                                                      | 14. Jh., 1905 erste Genossenschaftssennerei            | 2005 |
| V        | Jagdberger Heumilchkäse                          | Jagdberg                                          |        | 061     | Käse aus Heumilch                                                     | Käse                                             | Dorfsennerei Schlins-Röns; 30 Lieferanten, 2 Sennereien                                                                                    | seit Urzeiten, 1906 Sennerei Schnifis                  | 2005 |
| V        | Ländle Kalb                                      | Ländle (Vorarlberg)                               |        | 119     | Kalb                                                                  | Fleisch, Kalbfleisch                             | Ländle Qualitätsprodukte; zahlr. Bauern, rd. 20 Metzger                                                                                    | 1862 Beginn d. org. Zucht                              | 2006 |
| V        | Montafoner Sura Kees                             | Montafon (mit Nenzinger Himmel, Brandnertal)      |        | 018     | Magerkäs                                                              | Käse, Sauermilchkäse                             | Verein bewusstmontafon, Stand Montafon-Montafonerstraße; Sennalpen                                                                         | 1240 erw.                                              | 2005 |
| V        | Ländle Alpschwein                                | Ländle (Vorarlberg)                               |        | 134     | Hausschwein                                                           | Fleisch, Schweinefleisch                         | Ländle Qualitätsprodukte; ca. 40 Schweinebauern                                                                                            | vermutlich mit den Römern (ab 15 v. Chr.)              | 2007 |
| V        | Ländle Apfel                                     | Ländle: Rheintal und Walgau                       |        | 083     | Äpfel                                                                 | Obst, Apfel                                      | Ländle Qualitätsprodukte; 16 Obstbauern und -produzenten                                                                                   | 13. Jh.                                                | 2008 |
| V        | Kleinwalsertaler Wild und Rind                   | Kleinwalsertal                                    |        | –       | Reh-, Rot-, Stein- und Gamswild; Rind                                 | Fleisch, Rind- und Wildfleisch                   | ? | ?                                                      | 2013 |
| W        | Wiener Gemüse                                    | Wien                                              |        | 091     | div. Gemüse                                                           | Feldfrüchte, Gemüse                              | LK Wien; Erzeugerorg. LGV-Frischgemüse u. Perlinger Gemüse, 32 gewerbl. Gärtnereien                                                        | 15. Jh. nachgew. (Märkte 1208 urk.)                    | 2005 |